# TT223
| D28 · Z1 | E23 · r | Aa1 · Z4 | i | mn · n |

| D28 · Z1 | E23 · r | Aa1 · Z4 | i | mn · n |

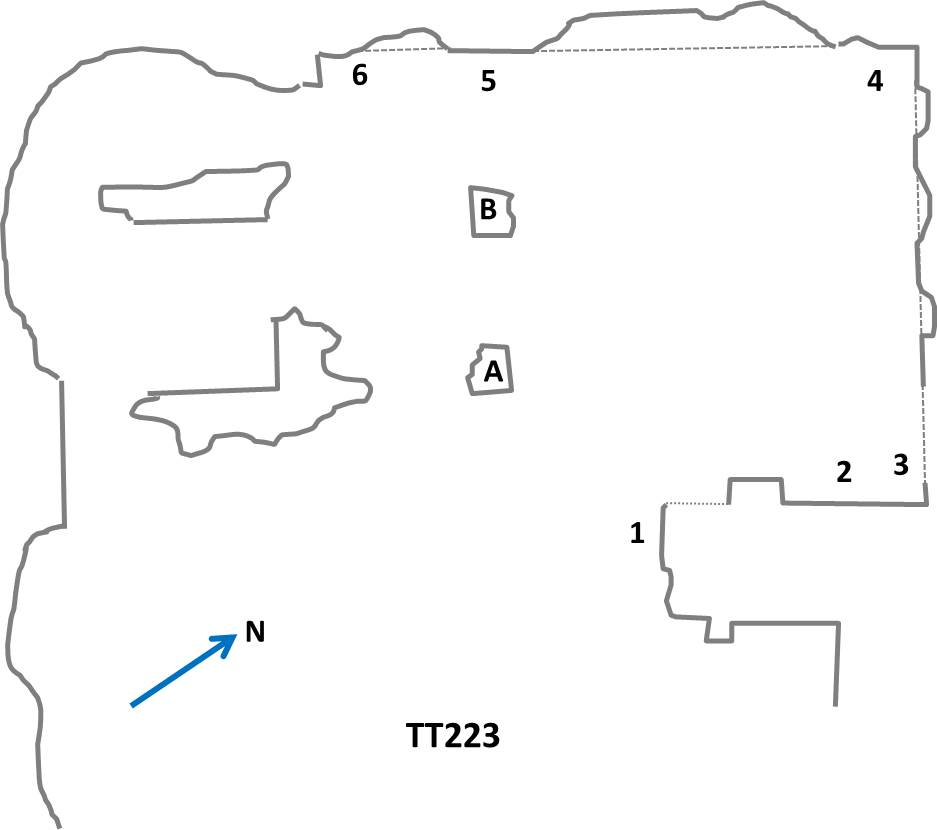
Planimetría esquemática de TT223.

La tumba tebana TT390 está situada al sur de Asasif, una zona de la necrópolis tebana situada frente a Luxor. Era propiedad de Karajamun, sacerdote que vivió durante la dinastía XXV, bajo el reinado de Shabako. Su título sacerdotal, Primer Sacerdote Ka no le otorga mucha importancia. De su familia solo menciona a su hermano Esamenopet, representado en la tumba.
Descubierta en 1820 por Wilkinson, Hey y Burton, en la década de 1840 fue estudiada por Lepsius. En 1970 Eigner la fotografió y dio la voz de alarma: continuas riadas y los habitantes de la zona (que la utilizaban como almacenes y cuadras) estaban destruyendo las pinturas. En 2001 se volvió a localizar, y el South Asasif Conservation Projet está rehabilitándola desde 2006.
La tumba consiste en un vestíbulo seguido de una sala de columnas. Una escena de la corte representa a Karajamun adorando a Horajti y la diosa Nut. Una escena contigua que muestra a una diosa con cabeza de leona fue retirada y se encuentra ahora en el Museo de Berlín (2110). La sala de columnas contiene entre otras escenas la apertura de la boca y a varios hombres haciendo las ofrendas ante el difunto Karajamun. 